# Golden Shores (Arizona)
Golden Shores es un lugar designado por el censo ubicado en el condado de Mohave en el estado estadounidense de Arizona. En el Censo de 2010 tenía una población de 2047 habitantes y una densidad poblacional de 97,13 personas por km².

## Geografía
Golden Shores se encuentra ubicado en las coordenadas 34°46′55″N 114°28′40″O / 34.78194, -114.47778. Según la Oficina del Censo de los Estados Unidos, Golden Shores tiene una superficie total de 21.07 km², de la cual 21.07 km² corresponden a tierra firme y (0%) 0 km² es agua.

## Demografía
Según el censo de 2010, había 2.047 personas residiendo en Golden Shores. La densidad de población era de 97,13 hab./km². De los 2.047 habitantes, Golden Shores estaba compuesto por el 94.19% blancos, el 0.34% eran afroamericanos, el 1.03% eran amerindios, el 0.34% eran asiáticos, el 0.15% eran isleños del Pacífico, el 2.3% eran de otras razas y el 1.66% pertenecían a dos o más razas. Del total de la población el 7.67% eran hispanos o latinos de cualquier raza.